# Clathria claudei
Clathria claudei är en svampdjursart som beskrevs av Hooper 1996. Clathria claudei ingår i släktet Clathria och familjen Microcionidae. Inga underarter finns listade i Catalogue of Life.